# Unione cattolica della stampa italiana
L'Unione Cattolica della Stampa Italiana (Ucsi)  è una associazione cattolica di giornalisti e di professionisti della comunicazione.

## Storia
L'idea di un'associazione di giornalisti cattolici nasce alla fine del XIX secolo dall'Opera dei Congressi. Lanciata al convegno di Napoli (1883), venne ripresa a Vicenza (1891), a Fiesole (1896) e a Milano (1897).
Nel 1895 don Davide Albertario fondò a Milano l'«Associazione dei giornalisti cattolici italiani», che ebbe breve vita.

Nel 1908 nacque a Roma la Federazione della Stampa. Tre anni dopo a Milano fu fondata l'«Associazione della stampa cattolica italiana», con compiti di organizzazione e tutela simili a quelli dell'associazione romana. Si associarono 29 quotidiani e 150 periodici.
Il regime fascista represse tutte le associazioni non in linea con il governo.
Il 3 maggio 1959 si svolse a Roma l'assemblea costitutiva dell'«Unione cattolica della stampa italiana». Fra i fondatori vanno ricordati: Raimondo Manzini (primo presidente nazionale), Guido Gonella, Giuseppe Dalla Torre, Carlo Trabucco, Enrico Lucatello, Pietro Pavan, Federico Alessandrini e Andrea Spada. Nell'enunciare i principi-guida dell'associazione, si affermò che l'Unione doveva servire per valorizzare il contributo dei laici cattolici impegnati nella comunicazione «per accrescere nell'opinione pubblica la stima per il giornalismo quale strumento di verità, giustizia e fraternità».
L'Ucsi associa attualmente circa tremila giornalisti italiani ed è tra le più prestigiose associazioni giornalistiche italiane. È organizzata su base regionale, con sezioni provinciali e diocesane, e una sede centrale nella città di Roma.

### Presidenti
- Raimondo Manzini: dal 1959.
- Flaminio Piccoli: dal 1977 al 1993.
- Paolo Scandaletti: dal 1993 al 1999.
- Emilio Rossi: dal 1999 al 2002.
- Massimo Milone: dal 2002 al 2009.
- Andrea Melodia: dal 2009 al 2016.
- Vania De Luca: dal 2016 al 2021.
- Vincenzo Varagona: dal 2021 (attualmente in carica).

### Congressi nazionali
Il congresso rappresenta il momento di maggiore confronto dell'associazione a livello nazionale. Di norma le elezioni delle cariche associative avvengono durante il congresso.
- I congresso:
- II congresso: Roma, 11 novembre 1954;
- III congresso:
- IV congresso:
- V congresso:
- VI congresso:
- VII congresso:
- VIII congresso:
- IX congresso:
- X congresso:
- XI congresso:
- XII congresso: Bologna, dicembre 1993;
- XIII congresso:
- XIV congresso: 1999;
- XV congresso: Parma, 12-13 dicembre 2002;
- XVI congresso: Roma, 2-4 dicembre 2005;
- XVII congresso: Roma, 23-25 gennaio 2009;
- XVIII congresso: Caserta, 26-29 gennaio 2012;
- XIX congresso: Matera, 3-6 marzo 2016;
- XX congresso: Roma, 24-26 settembre 2021.